# Ivan Szergejevics Visnyovszkij
Ivan Szergejevics Visnyovszkij (Szovjetunió, Barnaul, 1988. február 18.) profi jégkorongozó.

## Karrier
Komolyabb junior karrierjét a Québec Major Junior Hockey League-es Rouyn-Noranda Huskiesban kezdte 2005–2006-ban és 2008-ig ebben a csapatban játszott. Legjobb idényében 51 pontot szerzett. Közben a 2006-os NHL-drafton a Dallas Stars kiválasztotta őt az első kör 27. helyén. Felnőtt pályafutását az American Hockey League-es Peoria Rivermenben kezdte el és még ebben a szezonban felhívta őt az National Hockey League-be a Dallas Stars három mérkőzésre, amelyeken összesen két asszisztot adott. 2009–2010-ben két mérkőzésen lépett jégre a Dallasban és 51 mérkőzésen a AHL-es Texas Starsban és 24 pontot szerzett. 2010. február 9-én elcserélték az Atlanta Thrashersbe egy negyedik körös draftjoggal együtt Kari Lehtonenért. Még ebben a szezonban lekerült az AHL-es Chicago Wolvesba, amely az Atlanta farmcsapata. Összesen 28 mérkőzést játszott itt és 12 pontot szerzett. A 2009–2010-es szezon után a Chicago Blackhawks megszerezte a játékjogát az Atlantától, így abban a csapatban nem is játszott. A 2010–2011-es nem lépett jégre az NHL-ben, mert csak az AHL-es farmcsapatban, az Rockford IceHogs játszott összesen 46 mérkőzést. 2011. május 17-én a Kontinentális Jégkorong Ligában játszó Atlant Mityiscsi egyéves szerződést ajánlott neki, amit elfogadott. A következő évben meghosszabbították a szerződését újabb egy évvel. 2013. május 1-jén a Szalavat Julajev Ufa csapatába szerződött. Jelenleg is ebben a csapatban játszik.

## Karrier statisztika
| 2005–2006         | Rouyn-Noranda Huskies | QMJHL             | 54  | 13 | 35  | 48  | 57  | 5  | 2 | 1  | 3  | 2  |
| 2006–2007         | Rouyn-Noranda Huskies | QMJHL             | 60  | 14 | 37  | 51  | 90  | 16 | 5 | 8  | 13 | 8  |
| 2007–2008         | Rouyn-Noranda Huskies | QMJHL             | 45  | 17 | 28  | 45  | 50  | 17 | 0 | 6  | 6  | 16 |
| 2008–2009         | Peoria Rivermen       | AHL               | 67  | 6  | 13  | 19  | 28  | 5  | 0 | 2  | 2  | 2  |
| 2008–2009         | Dallas Stars          | NHL               | 3   | 0  | 2   | 2   | 2   | —  | — | —  | —  | —  |
| 2009–2010         | Dallas Stars          | NHL               | 2   | 0  | 0   | 0   | 0   | —  | — | —  | —  | —  |
| 2009–2010         | Texas Stars           | AHL               | 51  | 8  | 16  | 24  | 18  | —  | — | —  | —  | —  |
| 2009–2010         | Chicago Wolves        | AHL               | 28  | 2  | 10  | 12  | 10  | 14 | 0 | 6  | 6  | 4  |
| 2010–2011         | Rockford IceHogs      | AHL               | 46  | 5  | 10  | 15  | 26  | —  | — | —  | —  | —  |
| 2011–2012         | Atlant Mityiscsi      | KHL               | 54  | 3  | 9   | 12  | 26  | 12 | 0 | 2  | 2  | 4  |
| 2012–2013         | Atlant Mityiscsi      | KHL               | 51  | 4  | 9   | 13  | 14  | 5  | 1 | 0  | 1  | 4  |
| 2013–2014         | Szalavat Julajev Ufa  | KHL               | 42  | 4  | 3   | 7   | 14  | 18 | 3 | 2  | 5  | 6  |
| 2014–2015         | Szalavat Julajev Ufa  | KHL               | 47  | 9  | 8   | 17  | 10  | 5  | 2 | 1  | 3  | 0  |
| QMJHL-összesített | QMJHL-összesített     | QMJHL-összesített | 159 | 44 | 100 | 144 | 197 | 38 | 7 | 15 | 22 | 26 |
| AHL-összesített   | AHL-összesített       | AHL-összesített   | 192 | 21 | 49  | 70  | 82  | 19 | 0 | 8  | 8  | 6  |
| KHL-összesített   | KHL-összesített       | KHL-összesített   | 194 | 20 | 29  | 49  | 64  | 40 | 6 | 5  | 11 | 14 |
| NHL-összesített   | NHL-összesített       | NHL-összesített   | 5   | 0  | 2   | 2   | 2   | 0  | 0 | 0  | 0  | 0  |